# Joseph MacDonald
Joseph MacDonald (* 15. Dezember 1906 in Mexiko-Stadt; † 26. Mai 1968 in Woodland Hills; eigentlich Joseph Patrick MacDonald) war ein US-amerikanischer Kameramann.

## Leben
MacDonald besuchte die University of Southern California in Los Angeles, bevor er während der 1920er-Jahre zum Film kam. Dort arbeitete er zunächst als Hilfskraft, später als Kameraassistent, bis er in den 1940er-Jahren Chefkameramann wurde. 
Insgesamt dreimal wurde MacDonald für einen Oscar nominiert. 1958 erhielt er eine Nominierung für Die jungen Löwen, 1960 für Pepe – Was kann die Welt schon kosten und 1966 für Kanonenboot am Yangtse-Kiang.
MacDonald, der bis zu seinem Lebensende hinter der Kamera stand, arbeitete mit Regisseur Henry Hathaway bei Niagara, Kennwort 777, Feind im Dunkel und Vierzehn Stunden zusammen. Für Edward Dmytryk führte MacDonald die Kamera bei Filmen wie Die gebrochene Lanze, Warlock, Alvarez Kelly und Die 27. Etage. Mit Sam Fuller drehte MacDonald den Kriminalfilm Polizei greift ein, den U-Boot-Thriller Inferno, beide mit Richard Widmark in der Hauptrolle, und den Gangsterfilm Tokio-Story. Bei Elia Kazans Film Unter Geheimbefehl, 1950 führte MacDonald die Kamera, ebenso wie bei John Hustons Die Totenliste, 1963. Die letzte Kameraarbeit MacDonalds war der Western Mackenna’s Gold. Mit dem Regisseur des Films, J. Lee Thompson, hatte MacDonald schon bei Taras Bulba 1962 und Könige der Sonne 1963 zusammengearbeitet.

## Filmografie (Auswahl)
- 1933: Die Legion des Todes (The Devil’s in Love) (Kaneraführer)
- 1935: Rosa de Francia
- 1941: Charlie Chan in Rio
- 1944: Laurel und Hardy – Der große Knall (The Big Noise)
- 1945: Shock
- 1945: Die tollkühnen Abenteuer des Captain Eddie (Captain Eddie)
- 1946: Faustrecht der Prärie (My Darling Clementine)
- 1946: Feind im Dunkel (The Dark Corner)
- 1948: Herrin der toten Stadt (Yellow Sky)
- 1948: Kennwort 777 (Call Northside 777)
- 1948: Straße ohne Namen (The Street with No Name)
- 1949: It Happens Every Spring
- 1949: Pinky
- 1949: Seemannslos (Down to the Sea in Ships)
- 1950: Unter Geheimbefehl (Panic in the Streets)
- 1950: Stella
- 1951: As Young as You Feel
- 1951: Vierzehn Stunden (Fourteen Hours)
- 1952: Fünf Perlen (O. Henry's Full House)
- 1952: Niagara (Niagara)
- 1952: Viva Zapata! (Viva Zapata!)
- 1953: Polizei greift ein (Pickup on South Street)
- 1953: Der Untergang der Titanic (Titanic)
- 1953: Wie angelt man sich einen Millionär? (How to Marry a Millionaire)
- 1954: Die gebrochene Lanze (Broken Lance)
- 1954: Inferno (Hell and High Water)
- 1955: Tokyo-Story (House of Bamboo)
- 1956: Die Männer um Hilda Crane (Hilda Crane)
- 1956: Eine Handvoll Hoffnung (Bigger Than Life)
- 1956: Moderne Jugend (Teenage Rebel)
- 1957: Giftiger Schnee (A Hatful of Rain)
- 1957: Sirene in blond (Will Success Spoil Rock Hunter?)
- 1957: Rächer der Enterbten (The True Story of Jesse James)
- 1958: Die jungen Löwen (The Young Lions)
- 1958: Ein Mann in den besten Jahren (Ten North Frederick)
- 1959: Warlock
- 1960: Pepe – Was kann die Welt schon kosten (Pepe)
- 1962: Auf glühendem Pflaster (Walk on the Wild Side)
- 1962: Taras Bulba
- 1963: Die Totenliste (The List of Adrian Messenger)
- 1963: Könige der Sonne (Kings of the Sun)
- 1964: Treffpunkt für zwei Pistolen (Invitation to a Gunfighter)
- 1964: Die Unersättlichen (The Carpetbaggers)
- 1964: Wohin die Liebe führt (Where Love Has Gone)
- 1965: Die 27. Etage (Mirage)
- 1965: New York Expreß (Blindfold)
- 1966: Alvarez Kelly
- 1966: Kanonenboot am Yangtse-Kiang (The Sand Pebbles)
- 1967: Leitfaden für Seitensprünge (A Guide for the Married Man)
- 1969: Mackenna’s Gold